# AER (azienda)
La A.E.R. è stata un'importante azienda aeronautica, e una delle prime fabbriche del settore in Italia.

## Storia

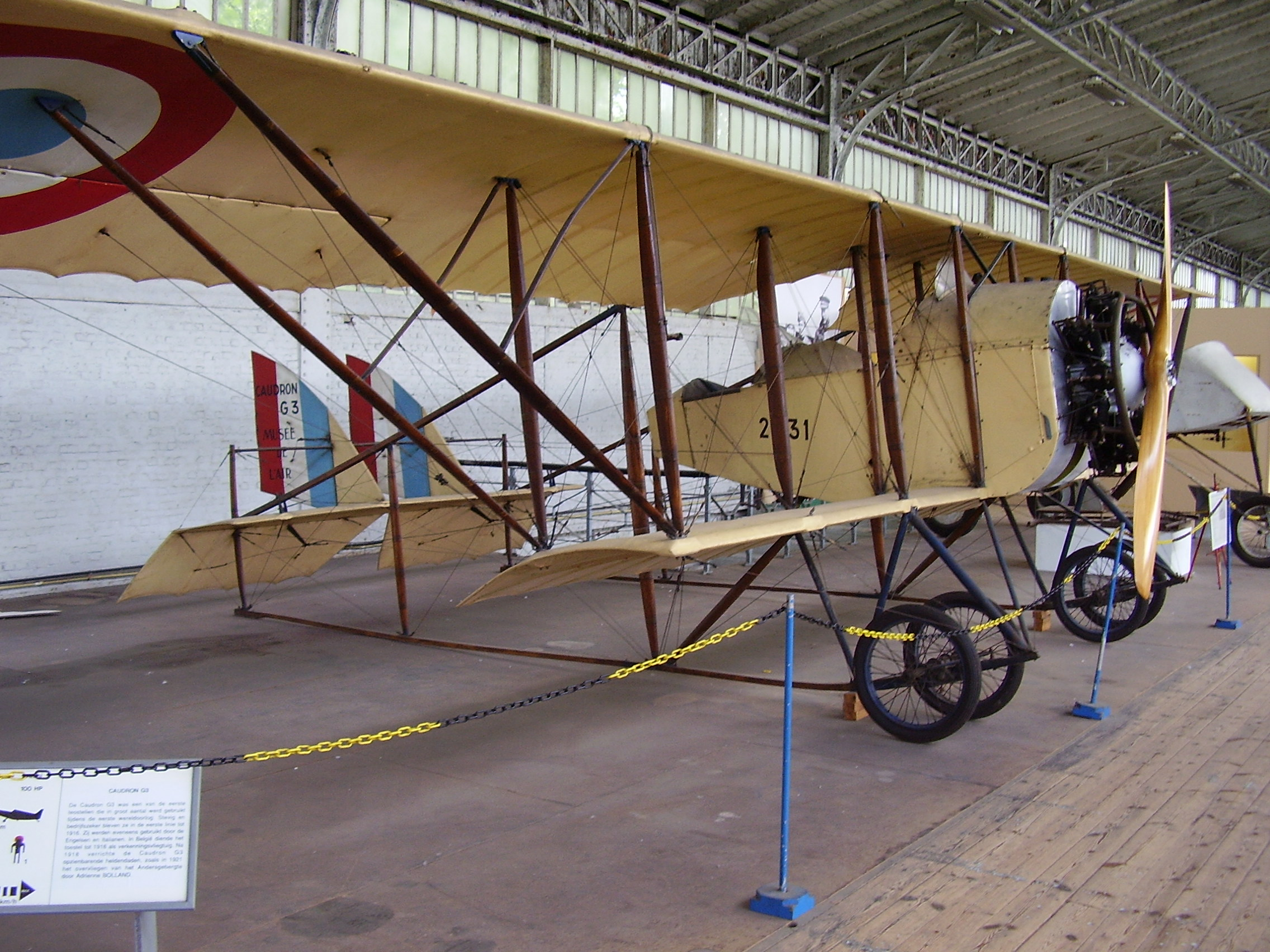
Un Caudron G.3 di produzione francese esposto a Bruxelles, lo stesso modello G.3 realizzato su licenza dalla AER.

Nell'aprile del 1915 veniva fondata a Orbassano, in provincia di Torino, la prima fabbrica di aeroplani del torinese, la "A.E.R.". Direttore tecnico dello stabilimento fu Cesare Cervetti, egli stesso pilota collaudatore.
Su richiesta dell'allora Ministero della Guerra, l'A.E.R. avviò la produzione del modello Caudron G.3, le cui prime consegne si ebbero all'inizio della Grande Guerra. Successivamente l'azienda produsse anche il nuovo apparecchio, che successe al G.3, il bimotore Caudron G.4. I primi esemplari di quest'ultimo furono pronti a conflitto già iniziato, nel febbraio del 1916. Considerato superato anche il G.4, l'A.E.R. avviò la produzione del bimotore Caudron SP.4, pronto nell'autunno del 1917 che rimase in servizio operativo sino alla fine della conflitto.

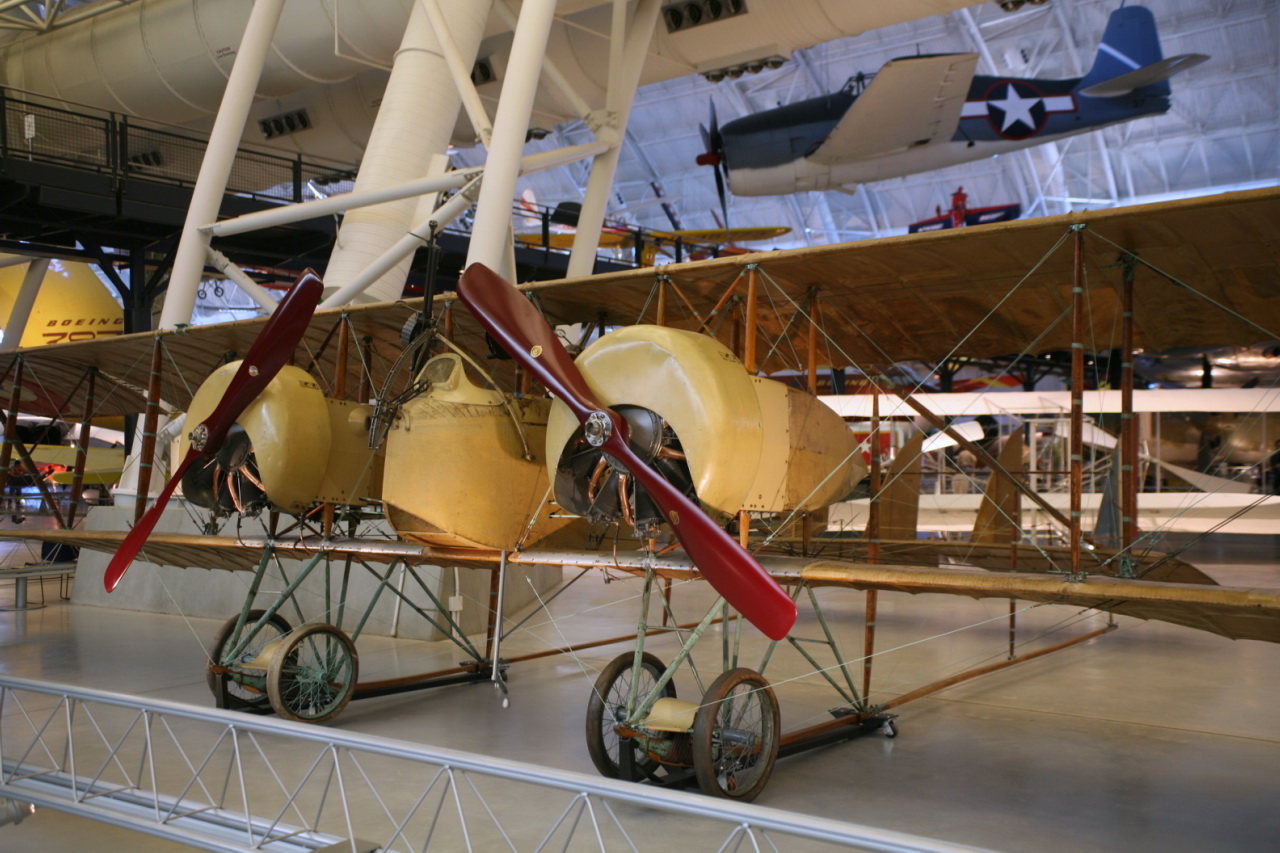
Un Caudron G.4 di produzione francese, lo stesso modello G.4 realizzato su licenza dalla AER.

All'inizio del 1918, ultimo anno di guerra, l'AER su richiesta della Direzione Superiore dell'Aeronautica Militare, partecipava con 250 esemplari alla produzione del S.V.A. 4, celebre velivolo progettato e prodotto dall'Ansaldo. Durante quel periodo acquisì anche la licenza dalla Società Italiana Aviazione (SIA)  per produrre i SIA SP2 ed SIA SP3, già su licenza Pomilio, ed il SIA SPA, già Società Piemontese Automobili (SPA).
La fine delle ostilità portò con sé una grossa crisi economica, da cui venne investita anche l'industria aeronautica. Dopo pochi anni di attività l'A.E.R. fu costretta a chiudere.
Costituirono la "48ª Squadriglia Ricognizione" (Comando Aeronautico 4ª Armata), con sede a Castello di Godego, tre apparecchi modello Caudron G.4, che nell'inverno 1916-17, si distinse in una serie notevole di azioni.
Per quanto riguarda i Caudron G.3, rivelatosi poco efficace in zona di guerra, fu utilizzato con successo dalle scuole di volo, tra le quali quella presso l'aeroporto di Centocelle, tanto che sotto la denominazione di "Caudron G.3 Bis", l'azienda nel 1918 ne produsse ulteriori 250 esemplari.
Con un Caudron G.3 prodotto dalle A.E.R. il fisico Guglielmo Marconi eseguì presso l'Aeroporto di Torino-Mirafiori i primi tentativi di comunicazione via radio tra l'aeroporto ed un apparecchio in volo.

## Produzione
| Modello          | Anno | Tipo                    | Esemplari | Note                  |
| Caudron G.3      | 1915 | ricognitore             | 170       | realizzato su licenza |
| Caudron G.4      | 1916 | ricognitore             | 51        | realizzato su licenza |
| SIA SP.A         | 1917 | bombardiere/ricognitore | 152       | realizzato su licenza |
| Ansaldo S.V.A. 4 | 1917 | ricognitore             | 250       | realizzato su licenza |
| Caudron G.3 bis  | 1917 | addestramento           | 250       | realizzato su licenza |